# ハードディスク・レコーダー

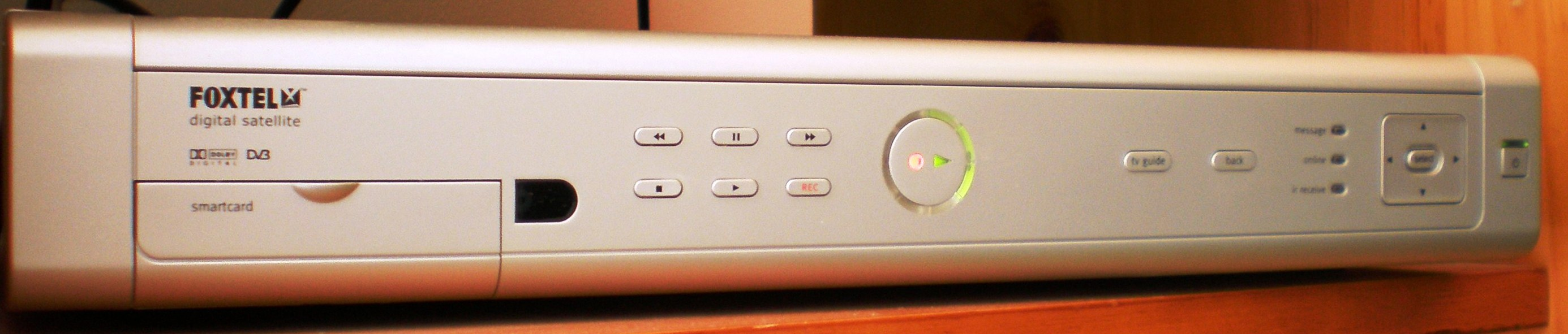
Foxtel iQ, デジタルビデオレコーダーと衛星放送受信機を組み合わせたもの

ハードディスク・レコーダー（英: Hard disk recorderあるいはHDD recorder）は、大容量ハードディスク（HDD）を利用して映像や音響を記録する装置である。
主に音響だけを記録する製品と、映像（動画）を記録する製品があり、一般に別ジャンルの製品として扱われているので、それぞれの節で解説する。

## 音声録音用ハードディスク・レコーダー
当節では、音響だけを録音する製品について解説する。
概要
デジタルオーディオ装置の一種であり、デジタルマルチトラック・レコーダーとなっている。
ハードディスク・レコーディング・システムは、従来のオープンリール式テープまたはカセット マルチトラックシステムの代わりに相当し、テープ・レコーダーでは得られない編集機能を提供する。単体機と、コンピューター上で動作するソフトからの運用方法があるが、どちらでも通常はデジタル・ミキシングと音声信号の処理機能を提供する。
1980年代より以前、大部分のレコーディング・スタジオはアナログ・マルチトラック・レコーダー、一般的にはオープン・リール式テープを利用していた。1980年代から1990年代にニューイングランドデジタル社はハードディスク・レコーディングシステムを提供し、映画のポストプロダクションのような限定された用途において地位を確立したものの、高いコストと限られたディスク容量のため規模の大きなレコーディングスタジオの利用に限られていた。
その後CD市場の成長でデジタル・レコーディングは製造メーカーによる開発の主要分野となり、いくつかの製品が1980年代後期から1990年代初期にリリースされた。オープン・リールにおいて、またより扱いやすいビデオカセットにおいても、多くは継続してメタル・テープを使用した。しかし1990年代中頃までにはハードディスク価格の安定と供給の拡大及び単価の低下、容量の増加と小型化が進み、ハードディスク・レコーディング・システムのコストはさらに下がり、個人または小規模プロジェクト・スタジオなどの為に導入可能なシステムになってきた。他のデジタル・レコーダーの種類としてはADAT、DTRS等が使用されていたが、スタジオ・レコーディングにおいてハードディスク・レコーディング・システムはシステムの完成度と共に急加速的に増え、一気にスタンダード化した。
ハードディスクへのオーディオ・レコーディングの大きな長所は、ノンリニア編集を可能とすることであり、音声データはランダムアクセス出来て、非破壊編集が可能な点である。つまり、元の素材はどんな方法にせよあくまでも編集素材であって元の素材自体は意図的に操作しない限りは変化しない。
ノンリニア編集がすべてのハードディスク・レコーディング・システムに備わっている訳ではなく、異なる手段を提供するメーカーもある。またハードディスク・レコーダーにはテープベースのシステムと比較してハードディスク・レコーダーの記録メディアであるハードドライブ耐久性の低下や容量の限界によるディスクの交換に比較的高いコスト必要とするなど、多少の欠点がある。
ハードディスク・レコーダーは、しばしばデジタル・ミキシング・コンソールと一体化され、デジタル・オーディオ・ワークステーションのひとつの機能として備わる。このタイプは複雑な処理を自動化することも出来るため、レコーディング・エンジニアはミキシング作業中に行っていたテープ編集作業などからミキシング・バランスを取る作業に向け時間を割く事が可能になった。
パーソナルコンピュータを基軸とするPro Tools ソフトウェアと潤沢な周辺機材によってハードディスク・レコーダーとして使用することが標準化されてきたので、より柔軟なインターフェースをスタジオ・エンジニアにもたらした。
考慮すべき点としては。どのようなハードディスク・レコーディング・システムも、物理ディスクサイズ、転送レート、プロセッサ・スピードなどが大きな制約となる。過去一部のシステムはディスクサイズと転送レートの問題を解決するため非可逆デジタル音声圧縮を使用していたが、ハードディスク容量の急速な増加と低コスト化が進んだ結果そのような製品はなくなった。

### 主な音声録音用ハードディスクレコーダー

#### 単体機
AKAI professional
- DPSシリーズ（Digital Personal Studio）
  - DPS12（1997年11月）- 16bit 32/44.1/48 kHz、12tr（Rec8tr）、20ch Mixer、Jaz Drive
  - DPS16（1999年）- 16/24bit 32/44.1/48/96 kHz、16tr（Rec10tr）、26ch Mixer
  - DPS24（2002年）- 16/24bit 32/44.1/48/96 kHz、24tr、46ch Mixer、CD-RW

フォステクス
- Dシリーズ（Digital Recorder）
  - D-80（1996年）- 16bit 44.1 kHz、8tr
  - D2424 - 16bit@44.1/48 kHz 24bit@44.1/48/88.2/96 kHz、24tr（analogRec8tr、ADAT-optical 24tr）
- VFシリーズ（Digital multitracker）
  - VF-16HD（2000年6月）- 16bit 44.1 kHz、16tr（Rec8tr w/digital 16tr）
  - VF80（20GB）（2002年2月）- 16bit 44.1 kHz、8tr（Rec2tr）
- MRシリーズ（Digital multitracker）
  - MR-8HD（2006年10月）- 16bit 44.1 kHz、8tr（Rec4tr）
  - MR16HD （2007年5月） - 16bit 44.1 kHz、16tr（Rec4tr）

コルグ
- コルグ・Dシリーズ（Digital Recording Studio）
- MRシリーズ（1-Bit Professional Mobile Recorder）
  - MR-1 - 1bit 2.8824 MHz （DSD） 44.1/48 kHz@16/24bit 88.2/96/176.4/192 kHz 24bit、2tr
  - MR-1000 - 1bit 5.6448 MHz/1bit 2.8824 MHz（DSD）/24bit 192 kHz（PCM）

ローランド
- VSシリーズ（Digital Studio Workstation）
  - VS-880 （1996年） - 16bit 32/44.1/48 kHz、8tr（Rec4tr）
  - VS-1680（1998年）- 24bit 32/44.1/48 kHz、16tr（Rec8tr）
  - VS-2480 （2001年） - 24bit 32/44.1/48/64/88.2/96 kHz、24tr（Rec8tr@64–96 kHz 16tr@32-48khz）

ヤマハ
- AWシリーズ（Professional Audio Workstation）
  - AW4416 （2000年5月） - 24bit、16tr、44ch Mixer
  - AW2816 （2001年7月） - 24bit、16tr、28ch Mixer
  - AW16G（2002年7月）- 24bit、16tr（Rec8tr）、36ch Mixer
  - AW1600 （2005年） - 24bit、16tr（Rec8tr）、36（input）Mixer
  - AW2400 （2005年） - 24bit、24tr（Rec16tr）、48（input）Mixer

ズーム
- MRSシリーズ（MultiTrak Recording Studio）
  - MRS-1608  - 16bit、16tr（Rec8tr）、27ch Mixer（Effect、Rhythm、Sampler）

*Rec=最大録音トラック数

#### ソフトウェア
- Ardour（Linux、Mac OS X）
- Adobe Audition（Microsoft Windows）
- Pro Tools（Mac OS、Microsoft Windows）
- Cubase（Microsoft Windows、Mac OS X）
- Logic Pro, Logic Express（Mac OS X）
- Myth TV（Linux）

## 映像録画用ハードディスク・レコーダー

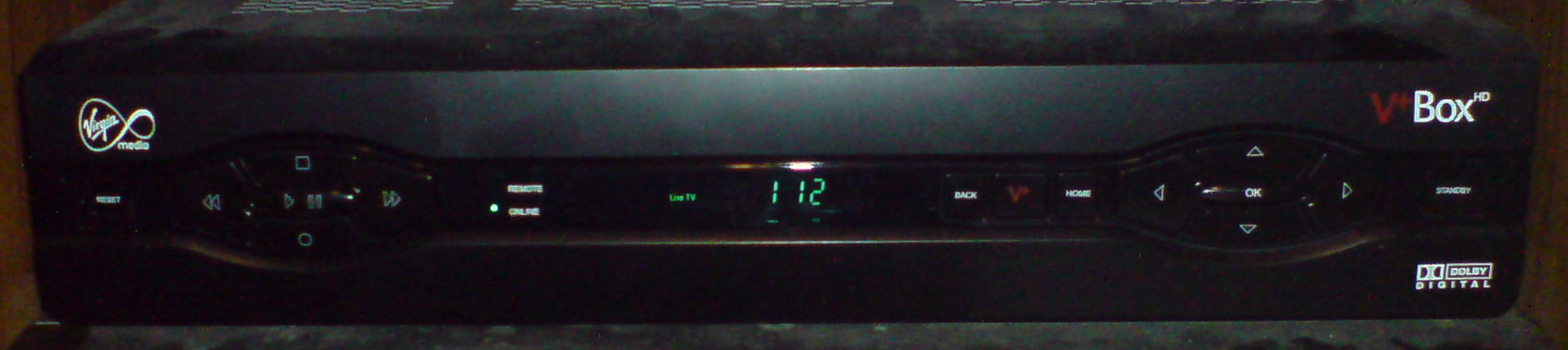
V+, デジタルビデオレコーダーとケーブルテレビ受信機（セットトップボックス）を組み合わせたもの

当節では録画用のハードディスクレコーダー（デジタルビデオレコーダー、英語：Digital video recorder）について解説する。
概説
映像のデータをハードディスクに記録するデジタルビデオ装置の一種である。近年の製品は本体に放送を受信するためのチューナーとハードディスクを内蔵しているものが多いが、一部にはチューナーとハードディスクが別になっているタイプもある。外付けのHDDを何台も増設できる機種も増えている。DVDレコーダーやBDレコーダーの機能も備えている機種も多い。
具体的な製品としては、近年（2020年や2021年）では以下のようなメーカー・シリーズがある。
- パナソニックのディーガ（DIGA）シリーズ （品番: DMR-xxxx など）
- 東芝/TVS REGZAのレグザ（REGZA）シリーズの中の「タイムシフトマシン」 (品番: DBR-xxxx・D-xxxxなど）
- シャープのアクオス（AQUOS）シリーズ（品番: 2B-Cxxxxなど）
- ソニーのBDZシリーズ（品番: BDZ-xxxxなど）
- アイ・オー・データ機器のREC-ONシリーズ
- ソニー/バッファローのnasne（ハードディスクレコーダー機能を含んだネットワークストレージ。デジタルチューナーとハードディスクを内蔵し、ネットワークを介してPlayStationシリーズやPCなどから録画番組の視聴を可能にする装置）
- ケーブルテレビのリース用チューナーであるセットトップボックスにおいても、外付けハードディスクでの録画やLANケーブル経由で市販のブルーレイレコーダーへダビングできる機種、さらにはセットトップボックスのハードディスクから直接ブルーレイへダビングできる機種もある[2]。
- （やや特殊であるが）ガラポン株式会社の「ガラポンTV」シリーズ（ワンセグの全チャンネルを24時間×2週間分上書き録画しつづけるレコーダー）

### 歴史
2001年4月に東芝がRD-Styleシリーズ（現:REGZA←VARDIA）でHDDレコーダーとDVDレコーダーを組み合わせたハイブリッド型の「HDD&DVDレコーダー」を発売。2002年中は双方のドライブが高価であったためハイブリッド型は売れ筋ではなかったが、2003年のパナソニックDIGAでハイブリッド型中心の機種展開を図り、DVDレコーダーとHDDレコーダーが一体化したもの（前述のハイブリッドレコーダー型）が販売の主流となった。
2004年11月、6チャンネルを同時に1週間分録画できる「VAIO type X」を皮切りに、全録型レコーダーという「とりあえず全部録画しておいて後で検索する」新しいタイプの録画機が出始めた。PTPが販売するSPIDER PROは、主にマスコミにおける露出状況をチェックする企業や政治団体が導入・活用するようになった。
2009年頃から、一部の薄型テレビやデジタルチューナー、PlayStation 3のtorneなど、本体のUSB端子に汎用型の外付けHDDを接続することで映像が記録できる機能を搭載した機種が発売されるようになり一般化した。2021年時点では多くの薄型テレビが外付けHDDを取り付けて録画や検索などができるようになっており、テレビとHDDを合わせた状態でハードディスクレコーダー相当の状態となっている。
歴史的な製品
- コクーン (チャンネルサーバー) - 2003年にソニーが発売したアナログ放送専用のHDDレコーダー。
- Rec-POT（アイ・オー・データ機器） - TS出力が可能なi.LINK端子を備えた機器（デジタルチューナー・W-VHSデッキ・セットトップボックスなど）と接続し、接続機器から出力されるデジタルテレビ放送を録画する。W-VHSデッキ・DIGAなど一部のDVDレコーダー・BDレコーダー・他のRec-POT機器間と録画番組をムーブすることが可能。2008年頃に生産終了した。
- iVDR - Rec-POTと同じくチューナーなどとTS接続するレコーダー単体型と、Woooなど薄型テレビにレコーダー機能が内蔵された機器がある。
- バッファローのDVR-1C
- torne

### 録画モードと消費記憶量
録画モードは大きく分類すると、受信した放送と同一の高画質で録画するモード（DR）と、画質が落ちるがデータ量が少なくて済むモード（「長時間録画モード」）が多数用意されている。
たとえばパナソニックのDIGAの場合は「DR、HG、HX、HE」といった名称のモードがある。三菱では「AF、AN、AE」などとなっている（モード名は各メーカー独自のもの）。。
録画時間は機種や性能にもよるが、1TBのHDDでDRモードで録画した場合は地上デジタルで127時間、BS・CS を録画すると90時間収録できる。長時間モードでは、1TBのHDDに15倍モードで録画すると1,905時間、あるいは1,350時間などが録画できる（ただしHDD1台あたりのファイル数に上限が設定されていて、15分や30分などの短時間の番組をこまごまと録画してゆくとファイル数が増えすぎて上限個数に達し記憶領域をフルに使えない機種もある）。

### 長所・短所
長所
- あらかじめキーワードを設定することで関連する番組を自動録画できる機種が多い。放置しておいても自動的に録画されるので、興味のある事柄や人物に関する番組を見る機会が増える。
- ランダムアクセスが可能なため、大量の番組を録画して、時間があるときにキーワードで検索して自由自在に視聴することができる。
- さまざまな速さで早送りで再生して、興味が無い部分は無視して、じっくり見たい部分だけを普通の速度でじっくり視聴できる。視聴時間を節約できる。情報番組なら、数分の1程度の時間で情報を確認できる。
- CM部分をジャンプすることができる。15秒や30秒などジャンプできるボタンを備えている機種も多く、CMをジャンプして、見ないでおくことができる。視聴時間の短縮ができる。
- 番組の一部をカットしたりつなぎ合わせるなどの編集が容易であり、不要な番組はすぐに削除できる。
- 外付けHDDを接続できるものは、容量が数TBのものを接続できるのが一般的で、つまり大容量である。
- 外付けHDDを接続できるタイプは、2TBや4TBなど大量に録画でき、その外付けHDDを何台も挿しかえるように増やしてゆくことができる。
- チューナーを3個〜7個搭載している機種もあり、（録画形式にそれなりに制約はあるが）3番組や6番組などを同時並行的に録画できる機種も増えてきている。
- 近年ではスマートフォンとの連携機能があり、スマートフォンから録画指定できたり、録画した番組データをスマホに移動させて、移動中や自室などでスマホで視聴することも可能なものがある。
- 文字多重放送を録画する場合、字幕データをそのまま記録でき、再生時に表示/非表示を選べる機種は多い[6][7]

短所
- デジタル放送の録画では著作権対策として映像データにコピー回数の制限や他機種・他個体での再生を防ぐコピーガードが実装されており、故障等で映像データが再生できなくなることがある。外付けHDDに対応した機種では本体側と紐付けがされているため、別のレコーダーに接続しても再生することができない（SeeQVault対応製品を除く）。

### 他
光学ディスクへのダビング
近年ではHDDの容量が数TBと大きくなってきており外付けHDDを増設できる機種も増えているので、HDDが一杯になれば外付けHDDの増設や外付けHDD交換で対応することが一般的になってきている。HDDレコーダーの長所のひとつはランダムアクセスして視聴することができること、その瞬間に視聴したい番組を、すでに録画した数百〜数千の録画番組から検索、一覧表形式で表示し、自由に選んで視聴することができる点であり、光学ディスクにダビングしてしまうとそのメリットが消失してしまうため、HDDのデータをわざわざ小容量の記録メディアに移す作業をする人は減ってきている。
ただし何らかの特殊事情で個別の番組を記録メディアに録画・ダビングする場合は、DRモードの画質そのものはBDのみに記録できる 。ディスクにダビングする場合、ブルーレイ（一層）にDRモードのままで録画すると、地デジで3時間、BS・CSは2時間10分は記録できるという。なおDVD方式でダビングできるのは一部のメーカーのみである。ソニーとシャープはDVDにAVCREC方式でダビング録画をしても再生できず、左記2社以外のメーカー機で同様の処理をしてファイナライズをしたとしても再生することができない（これはブルーレイディスクの普及を促進するための、メーカー側の措置。ただし標準画質のVR方式で録画したものは、ファイナライズを前提条件として他社メーカーで録画したものでも再生は可能）。また画質が最も落ちるAE/HE（ハイビジョン画質）・EP（標準画質）の場合、ディスクへのダビング収録時間の設定変更が可能な機種、また東芝の一部機種のように、録画するディスクに応じた収録時間の調整ができるように「AT（オートモード）」「MN（マニュアルモード）」の設定もある。
なおHDDから記録メディアに高速ダビングで録画する場合は、記録するディスクの種類によって対応が異なる。
| 画質                   | 画質      | BD | DVD        | DVD    | DVD        |
| 画質                   | 画質      | BD | AVCREC方式 | VR方式 | ビデオ方式 |
| ---------------------- | --------- | -- | ---------- | ------ | ---------- |
| HD（ハイビジョン画質） | DR        | ○  | ▲          | ▲      | ▲          |
| HD（ハイビジョン画質） | AF/HG/XR  | ○  | ○          | ▲      | ▲          |
| HD（ハイビジョン画質） | AN/HX/XSR | ○  | ○          | ▲      | ▲          |
| HD（ハイビジョン画質） | AE/HE     | ○  | ○          | ▲      | ▲          |
| SD（標準画質）         | XP/SR     | △  | ×          | ○      | ○          |
| SD（標準画質）         | SP/LSR    | △  | ×          | ○      | ○          |
| SD（標準画質）         | LP/LR     | △  | ×          | ○      | ○          |
| SD（標準画質）         | EP/ER     | △  | ×          | ○      | ○          |
| SD（標準画質）         | FR        | △  | ×          | ○      | ○          |

○=高速ダビング可（ただし、BDでDR画質を録画する場合、録画容量を超えた場合は画質変換の上で等倍録画（1倍速）のみとなる。またDVD-Rのビデオ方式でXP以下の標準画質での録画をする場合、機種により「高速ダビング切」のモードで録画した場合は等倍録画となる）
▲=等倍録画（画質変換の上で記録。例：DR画質をDVD-Rに録画する場合は、AVCREC方式の場合は残量に応じたHD画質モードで、VR・ビデオ方式である場合は標準画質FRモードで記録される）
△=等倍録画（録画当時の画質そのもので記録）
×=ダビング不可